# グリフィン・ダン
グリフィン・ダン（Griffin Dunne, 1955年6月8日 - ）は、アメリカ合衆国ニューヨーク州ニューヨーク市生まれの俳優、映画監督、プロデューサーである。

## 来歴
俳優としてのほか、映画監督やプロデューサーとしてもその手腕を発揮するダンは、1955年にニューヨーク市に生まれた。父親は元映画プロデューサーで文筆家のドミニク・ダン、叔父は脚本家のジョン・グレゴリー・ダン、妹は『ポルターガイスト』への出演後に恋人に殺害された女優のドミニク・ダンである。父方は裕福なアイルランド系の資産家一族で、母方もアリゾナで大牧場を経営する裕福な一家であった。
しばらくして両親によりロサンゼルスへ移り住み、1970年代に再びニューヨークへ戻るまではコロラド州の学校にも在籍していた。両親は離婚したが、脚本家の叔父夫婦とはその後も親しくしており、ニューヨークへ移ってから少しずつ映画や舞台に出演するようになった。1981年のジョン・ランディス監督のカルト映画『狼男アメリカン』や、1985年のマーティン・スコセッシ監督の『アフター・アワーズ』に出演した頃から、徐々にその名が知られていく。その後も着々とキャリアを重ね、リュック・ベッソン監督の『グラン・ブルー』などの様々な映画に出演する。テレビドラマへの出演も数多く、ティム・バートン監督がまだ駆け出しの頃に監督した『ヒッチコック劇場』の1エピソードの主演などを務めた。
映画監督の仕事にも挑戦しており、1996年にユマ・サーマン、キーファー・サザーランドなどを起用したテレビ用の短編『デューク・オブ・グルーヴ』はアカデミー賞にノミネートされた。それがきっかけで、長編映画の監督としてもニコール・キッドマン、サンドラ・ブロック出演のファンタジーコメディ映画『プラクティカル・マジック』などの監督を務めている。

## 家族
- 祖父・リチャード・エドウィン・ダン（1894-1949） ‐ ハートフォード (コネチカット州)の外科医。アイルランド移民の子。[2]
- 祖母・ドロシー・フランセス・バーンズ（1898-1987） ‐ ハートフォードの富商の娘。アイルランド移民の父親は食肉店を成功させ、地方銀行を設立するまでになった。[3]
- 父・ドミニク・ダン（en:Dominick Dunne,1925-2009） ‐ 映画プロデューサー、文筆家。娘の殺害事件をきっかけに犯罪ライターとして活躍し、自身の名を冠した犯罪実録番組のキャスターも務めた。
- 母・エレン・グリフィン・ダン（en:Ellen Griffin Dunne, 1932-1997） ‐ アリゾナの牧場主で富商の娘。父親はアイルランド系アメリカ人、母親はメキシコ人。グリフィンを含む5人の子を儲けたが、1965年に離婚。娘の殺害事件後、殺人被害者の会主宰。
- 妹・ドミニク・ダン（Dominique）
- 妻 ‐ 2度の結婚・離婚歴がある。1989年に女優のキャリー・ローウェルと結ばれ、1人の女児をもうけたが、1995年に離婚した。2009年にスタイリストと再婚したが、翌年離婚。
- 娘・ハンナ・ダン（en:Hanna Dunne, 1990-） ‐ 女優
- 叔父・ジョン・グレゴリー・ダン（en:John Gregory Dunne, 1932-2003） ‐ 脚本家。ジョーン・ディディオンの夫。

## 出演作品

### 映画
| 公開年 | 邦題 原題                                                                               | 役名                       | 備考                    |
| ------ | --------------------------------------------------------------------------------------- | -------------------------- | ----------------------- |
| 1975   | あの空に太陽が The Other Side of the Mountain                                           | ハービー・ジョンソン       |                         |
| 1979   | 揺れる愛 Chilly Scenes of Winter                                                        | マーク                     | 兼・制作 日本劇場未公開 |
| 1981   | 狼男アメリカン An American Werewolf in London                                           | ジャック・グッドマン       |                         |
| 1981   | 殺しのファンレター The Fan                                                              | プロダクションアシスタント | 日本劇場未公開          |
| 1982   | ザ・ウオール～愛と自由への脱出～ The Wall                                               | モルデカイアプト           | テレビ映画              |
| 1984   | 暗黒街の人気モノ/マシンガン・ジョニー Johnny Dangerously                                | トミー・ケリー             | 日本劇場未公開          |
| 1985   | アフター・アワーズ After Hours                                                          | ポール・ハケット           | 兼・制作                |
| 1985   | 陽気にフリンやろう! Almost You                                                          | アレックス・ボイヤー       | 日本劇場未公開          |
| 1987   | アメリカン・パロディ・シアター Amazon Women on the Moon                                 | レイモンド医師             | 日本劇場未公開          |
| 1987   | フーズ・ザット・ガール Who's That Girl                                                  | ラウドン・トロット         |                         |
| 1988   | グラン・ブルー Le Grand Bleu                                                            | ダフィー                   |                         |
| 1988   | ミー&ヒム Me and Him                                                                    | バート                     |                         |
| 1990   | モサドに狙われた男 Secret Weapon                                                        | モルデカイ・ヴァヌーヌ     | テレビ映画              |
| 1991   | マイ・ガール My Girl                                                                    | ジェイク・ビクスラー先生   |                         |
| 1991   | ワンス・アラウンド Once Around                                                          | ロブ                       | 兼・制作 日本劇場未公開 |
| 1992   | マイ・スイート・ファミリー Big Girls Don't Cry... They Get Even                         | デイヴィッド・チャートオフ |                         |
| 1992   | ストレート・トーク/こちらハートのラジオ局 Straight Talk                                 | アラン・リーガート         | 日本劇場未公開          |
| 1993   | フライング・ピクルス The Pickle                                                         | Planet Cleveland Man       | クレジット無し          |
| 1994   | ブロンクス・ストリート I Like It Like That                                              | スティーヴン・プライス     | 日本劇場未公開          |
| 1994   | クイズ・ショウ Quiz Show                                                                | ジェリトルの経理人         |                         |
| 1995   | アンドロイドよ静かに眠れ! The Android Affair                                            | Teach /ウィリアム          | テレビ映画              |
| 1995   | サーチ&デストロイ Search and Destroy                                                    | マーティン・マーカイム     |                         |
| 2002   | 恋する40DAYS 40 Days and 40 Nights                                                      | ジェリー・アンダーソン     | 日本劇場未公開          |
| 2002   | ロックンロールは◎×△!? 検閲なんかブッとばせ! Warning: Parental Advisory                  | フランク・ザッパ           | テレビ映画              |
| 2003   | ふたりにクギづけ Stuck on You                                                           | 本人                       |                         |
| 2005   | ライフ・イズ・ベースボール Game 6                                                       | エリオット・リヴァク       | 兼・制作                |
| 2007   | スノー・エンジェル Snow Angels                                                          | ドン・パーキンソン         | 日本劇場未公開          |
| 2008   | ザッツ★マジックアワー ダメ男ハワードのステキな人生 The Great Buck Howard                | ジョナサン・ファイナーマン | 日本劇場未公開          |
| 2010   | 恋と愛の測り方 Last Night                                                               | トゥルーマン               |                         |
| 2013   | ブロークンシティ Broken City                                                            | サム・ランカスター         |                         |
| 2013   | マイ・ブラザー 哀しみの銃弾 Blood Ties                                                  | マクナリー                 |                         |
| 2013   | ダラス・バイヤーズクラブ Dallas Buyers Club                                             | ヴァス                     |                         |
| 2014   | ニューヨーク ザ・ギャング・シティ Rob the Mob                                           | デイヴ・ラヴェル           | 日本劇場未公開          |
| 2015   | タンブルダウン 彼の遺した恋の歌 Tumbledown                                              | アプトン                   |                         |
| 2015   | 遺伝子組み換え食品 Consumed                                                             | ピーター                   | Netflixで配信           |
| 2017   | ウォー・マシーン: 戦争は話術だ! War Machine                                             | レイ・カヌッチ             | Netflixで配信           |
| 2018   | オーシャンズ8 Ocean's 8                                                                 | Parole Board Officer       |                         |
| 2021   | フレンチ・ディスパッチ ザ・リバティ、カンザス・イヴニング・サン別冊 The French Dispatch |                            |                         |

### テレビ
| 放映年    | 邦題 原題                                                  | 役名                                      | 備考                                         |
| --------- | ---------------------------------------------------------- | ----------------------------------------- | -------------------------------------------- |
| 1986      | ヒッチコック劇場 Alfred Hitchcock Presents                 | Knoll                                     | シーズン9 第17話 "壺"                        |
| 1993      | デビッド・リンチの ホテル・ルーム Hotel Room               | ロバート                                  | ミニシリーズ                                 |
| 1993      | L.A.ロー 七人の弁護士 L.A. Law                             | ジェラルド・サミュエルズ                  | シーズン7 第15話 "F.O.B."                    |
| 1993-1996 | そりゃないぜ!? フレイジャー Frasier                        | ボブ/ラッセル                             | 2エピソード                                  |
| 2001      | 偽りのブロンド ～ マリリン・モンロー Blonde                | アーサー・ミラー                          | ミニシリーズ                                 |
| 2001-2007 | LAW & ORDER:犯罪心理捜査班 Law & Order: Criminal Intent    | シーマス・フラハティ/ヘンリー・タルボット | 3エピソード                                  |
| 2002      | グルメ探偵 ネロ・ウルフ A Nero Wolfe Mystery               | ニコラス・ロセフ                          | 2エピソード                                  |
| 2004      | エイリアス Alias                                           | レオニード・リゼンカー                    | 2エピソード                                  |
| 2009      | Trust Me                                                   | Tony Mink                                 | 13エピソード                                 |
| 2009      | レバレッジ 〜詐欺師たちの流儀 Leverage                     | マーカス・スターク                        | シーズン2 第7話 "さらば友よ"                 |
| 2010      | 僕が教えるアメリカ成功術 How to Make It in America         | フレスコーニ                              | シーズン1 第2話 "Crisp"                      |
| 2010      | ホワイトカラー White Collar                                | ウェスリー・ケント                        | シーズン2 第8話 "危ない復讐"                 |
| 2010      | グッド・ワイフ The Good Wife                               | ジャレッド・クイン                        | シーズン2 第4話 "大掃除"                     |
| 2011      | ダメージ Damages                                           | ディーン・ガリクソン                      | 3エピソード                                  |
| 2013      | GIRLS/ガールズ Girls                                       | トーマス                                  | シーズン2 第4話 "負け犬ナイト"               |
| 2016      | LAW & ORDER:性犯罪特捜班 Law & Order: Special Victims Unit | ベンノ・ギルバート                        | シーズン17 第20話 "欲望渦巻くファッション界" |
| 2016-2017 | アイ・ラブ・ディック I Love Dick                           | シルヴェール                              | 8エピソード                                  |
| 2018      | インポスターズ 美しき詐欺師たち Imposters                  | ハーマン                                  | 2エピソード                                  |
| 2018      | サクセッション Succession                                  | アロン                                    | シーズン1 第7話 "オーステルリッツ"           |
| 2018      | ロマノフ家の末裔 〜それぞれの人生〜 The Romanoffs          | フランク・シェフィールド                  | 第6話 "パノラマ"                             |
| 2018-2020 | THIS IS US This Is Us                                      | ニッキー・ピアソン                        | 22エピソード                                 |
| 2019      | 弁護士ビリー・マクブライド Goliath                         | ジーン                                    | 5エピソード                                  |

### テレビ番組
- サタデー・ナイト・ライブ Saturday Night Live （1986年）
- 弁護士ビリー・マクブライド Goliath (2019年)

## 監督作品

### 映画
- 恋におぼれて Addicted to Love （1997年）
- プラクティカル・マジック Practical Magic  （1998年）
- Fierce People （2005年）
- New York 結婚狂騒曲 The Accidental Husband （2008年）
- ムービー43 Movie 43 （2013年） - 共同監督

### テレビ
- デューク・オブ・グルーヴ Duke of Groove （1996年） ※アカデミー賞ノミネート